# Le Dernier Mort de Mitterrand
Le Dernier Mort de Mitterrand est un ouvrage biographique écrit par la journaliste et écrivain Raphaëlle Bacqué sur le président François Mitterrand et François de Grossouvre.

## Présentation
Journaliste politique au Monde, Raphaëlle Bacqué a mené une vaste enquête auprès de plusieurs dizaines de personnalités et épluché des archives parfois inédites pour retracer de la manière la plus complète possible la vie de l'ami de longue date, François de Grossouvre.
La journaliste a bénéficié, du fait de ses fonctions, d'un accès aux témoins de l'époque, dont Robert Badinter, Lionel Jospin et autres. Son enquête sur François de Grossouvre ayant commencé avant même sa mort, elle a également eu accès à l'intéressé trois mois avant son suicide.

## Contenu
L'ouvrage met en lumière les tensions qui naissent entre François Mitterrand et François de Grossouvre dès après son arrivée à l'Elysée. Se sentant progressivement marginalisé, mis à l'écart, et jaloux de la proximité entre Mitterrand et d'autres collaborateurs, François de Grossouvre décide dans les derniers mois de sa vie de s'ouvrir à des journalistes pour diffamer le président Mitterrand. La dépression de Grossouvre, qui s'accentue dans les dernières semaines de sa vie, s'achève par son suicide au palais de l'Elysée.
La famille de François de Grossouvre et d'autres journalistes remettent fermement cette thèse en cause ,